# Comtat de Powhatan
El Comtat de Powhatan és un dels 95 comtats de l'estat americà de Virgínia. La seu del comtat és Powhatan, i la seva ciutat més gran és Powhatan. El comtat té una superfície de 680 km² (dels quals 3 km² estan coberts per aigua), una població de 22.377 habitants, i una densitat de població de 33 hab/km² (segon el cens nacional de 2000). El comtat va ser fundat el 1777. El comtat forma part de la regió metropolitana de Richmond.